# Germanit
Germanit ist ein sehr selten vorkommendes Mineral aus der Mineralklasse der „Sulfide und Sulfosalze“. Es kristallisiert im kubischen Kristallsystem mit der Zusammensetzung Cu13Fe2Ge2S16, ist also chemisch gesehen ein Kupfer-Eisen-Germanium-Sulfid. In der Bergmannssprache fällt das Mineral Germanit unter die Fahlerze.
Germanit ist in jeder Form undurchsichtig und findet sich überwiegend in Form massiger bzw. körnig mit Renierit verwachsener Mineral-Aggregate mit metallischem Glanz auf den Oberflächen. Allerdings konnten auch Idiomorphe Kristalle unter dem Mikroskop beobachtet werden. Seine Farbe ist meist Rosa oder Rötlichgrau mit einem deutlichen Stich ins Violette, die sich nach einiger Zeit durch Anlaufen in ein sattes Violett wandelt.

## Etymologie und Geschichte
Das Mineral wurde erstmals 1920 von Hans Schneiderhöhn in der Typlokalität Tsumeb in Namibia entdeckt und beschrieben, aber nicht genauer untersucht. 1921 fand W. Klein wiederum in Tsumeb ein ihm unbekanntes Mineral und schickte es an den Berliner Mineralogen Otto Hermann August Pufahl (1855–1924), der es genauer untersuchte und die Zusammensetzung bestimmte. Dieser nannte das neue Mineral schließlich 1922 nach dem darin enthaltenen Element Germanium als Germanit.

## Klassifikation
In der Systematik nach Strunz wird Germanit zu den Metallsulfiden mit einem Verhältnis von Metall zu Schwefel, Selen oder Tellur von 1:1 gezählt. Nach der 8. Auflage bildet dabei zusammen mit Colusit, Germanocolusit, Maikainit, Morozeviczit, Nekrasovit, Ovamboit, Polkovicit, Renierit, Stibiocolusit, Sulvanit und Vinciennit eine Gruppe. In der 9. Auflage bildet es mit Colusit, Germanocolusit, Maikainit, Nekrasovit, Ovamboit und Stibiocolusit eine Untergruppe der Sulfide mit Zink, Eisen, Kupfer oder Silber.
In der Systematik nach Dana bildet es mit Renierit, Maikainit und Ovamboit eine Untergruppe der Sulfide, Selenide und Telluride mit der Zusammensetzung Am Bn Xp, mit (m+n):p=1:1.

## Kristallstruktur
Germanit kristallisiert im kubischen Kristallsystem in der Raumgruppe P43n (Raumgruppen-Nr. 218) mit dem Gitterparameter a = 10,59 Å sowie 2 Formeleinheiten pro Elementarzelle.

## Eigenschaften
Germanit ist schwer schmelzbar und zerfällt beim Erhitzen. In Salpetersäure ist er löslich.

## Bildung und Fundorte
Germanit bildet sich in primären Kupfer-Blei-Zink-Erzen. Es ist vergesellschaftet mit Renierit, Pyrit, Tennantit, Enargit, Galenit, Sphalerit, Digenit, Bornit und Chalkopyrit.
Vom sehr seltenen Mineral sind nur wenige Fundorte bekannt. Neben der Typlokalität fand man Germanit in Andalgalá in Argentinien, Dastakert in Armenien, Panagjurischte in Bulgarien, der Provinz Pinar del Río auf Kuba, Kipushi in der Demokratischen Republik Kongo, Orivesi in Finnland, Guillaumes in Frankreich, Laurion in Griechenland, Hida und weiteren Orten in Japan, Niari in der Republik Kongo, Magnitogorsk und weitere Fundorte in Russland sowie den US-Bundesstaaten Alaska und Colorado.